# Габріель Терра
Хосе Луїс Габріель Терра (ісп. Gabriel Terra; Монтевідео, 1 серпня 1873 р. - Монтевідео, 15 вересня 1942 р.)  — юрист і політик Уругваю, конституційний президент між 1931 і 1933 рр., де-факто між березнем 1933 і травнем 1934 р. 

## Політична кар'єра
Закінчив юридичне навчання у 1895 році, був заступником, міністром президента Клаудіо Вілліманом, членом Установчих зборів 1917 року, міністром президента Бальтазара Брума та членом Національної адміністративної ради між 1903 та 1911 роками.  Член партії Колорадо, хоча часто незалежний від домінуючих позицій свого лідера, Хосе Батльє-і-Ордоньєса, і експерт з економічних і дипломатичних питань. Його кандидатура на президентство в 1930 році була поруч ізПедро Маніні Ріосом. 

### Президентство Республіки
1 березня 1931 р. він перейшов на пост Президента Республіки на період 1931-1938 років.  Він виступав проти конституції 1918 року з самого початку.  31 березня 1933 року за підтримки поліції на чолі зі своїм зятем, Альфредо Бальдоміром, армія і більшість секторів Національної партії на чолі з Луїсом Альберто де Еррерою вчинили державний переворот, через який Парламент і преса були піддані цензурі.  Період, відкритий цим переворотом, відомий як диктатура Терри . 
Він створив уряд консервативного, авторитарного і антиліберального характеру, якому протистояли батлісти і ліві.  У 1934 р. він оприлюднив нову президентську Конституцію, яка працювала до 1942 року.  Він був обраний знову конституційним президентом на період 1934-1938 рр. і служив до 19 червня 1938 року. 
Під час його перебування на посаді була розроблена промислова політика щодо заміни імпорту та були проведені важливі громадські роботи, такі як будівля греблі Рінкон дель Боне, яка була розпочата в 1937 році.  У 1935 році він розірвав дипломатичні відносини з Радянським Союзом і визнав уряд Франциска Франко в 1936 році.  Він вийшов переможцем від нападу на його життя в червні 1935 року і також зміг придушити збройне повстання проти свого уряду, яке відбулося в тому ж році. 

### Диктатура Терри
Терра розпустив законодавчі палати і звільнив членів Ради національної адміністрації.  Переворот був результатом протистояння між католицькими консерваторами (подібними до іспанських фалангістів) і лібералами-атеїстами, а не між політичними партіями.  Габріель Тера, будучи батлістом, як  атеїст і ліберал, переходитьна бік консерваторів після шлюбу у католицькій церкві його сестри з Альфредо Бальдоміром.  31 березня почалося політичне переслідування і затримання, що трагічно завершується самогубством колишнього президента і радника Республіки Балтасара Брума, який таким чином відзначив свій протест  інституційного розладу. 

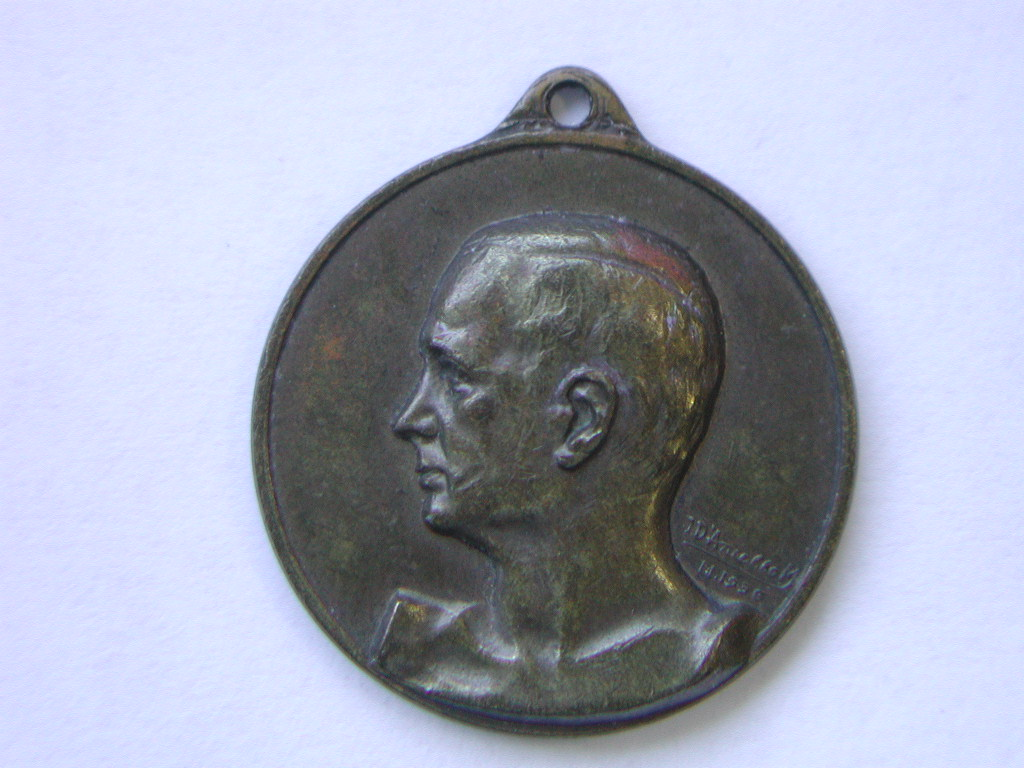
Профіль Габріеля Терри на медалі інавгурації робіт на дамбі Рінкон дель Бонете у 1937 році.

У 1934 і 1935 рр. було багато моментів політичної напруженості, а спроби повстання зазнали невдачі, як, наприклад, революційна спроба 1935 р.,основним протистоянням якої стала Ескарамуза де Пасо Морлан, яка 28 лютого 1935 р. була швидко придушена.   Після акції Пасо Морлана на острові Флорес відбулися арешти, вигнання та ув'язнення 70 політичних в'язнів, серед яких соціаліст Еміліо Фругоні, націоналіст Густаво Галліналь, батліст Луїс Батле Беррес, віце-президент республікі Алфео Брум, письменник Франциско "Пако" Еспінола і ветеринарний дослідник Мігель Рубіно.  Ті університетські професіонали, які не підписали лист про  приєднання до режиму Терри, були звільнені, ув'язнені або страчені.  Багато з них мали втекти до Аргентини, щоб не бути ув'язненими і інтернованими на острові Флорес.  Ще однією жертвою диктатури Терри був доктор Хуліо Сезар Грауерт розстріляний поліцією 26 жовтня 1933 року, який залишився без медичної допомоги і помер від гангрени. 
Зовнішня політика диктатури Терри була узгоджена з США  і Англією в її початку.  Рузвельт відвідує Уругвай в 1936 році.  У 1935 році він погодився сплатити борг з Англією і придбати вугілля.  Оплата здійснюється в натуральному вигляді( солонина).  Розриває відносини з СРСР в 1935 р. та Іспанською республікою, дотримуючись іспанської фалангістської партії.  Водночас він встановлює тісні зв'язки з Італією Муссоліні та Німеччиною Гітлера, з яких він отримує кошти на будівництво дамби Рінкон дель Бонете . 
Габріель Терра реформує Конституцію в 1934 році, а 27 березня 1938 року відбуваються національні вибори, з якими не згодні незалежний націоналізм і Батлізм.  Альфредо Бальдомір набуває більшу частину голосів без великих проблем і стає президентом Республіки 19 липня 1938 року . 

### Кабінет міністрів
| Міністерство                              | Ім'я                       | Період      |
| ----------------------------------------- | -------------------------- | ----------- |
| Внутрішні справи                          | Eugenio Lagarmilla         | 1931 - 1932 |
| Внутрішні справи                          | Альберто Демічеллі         | 1932 - 1933 |
| Внутрішні справи                          | Франциско Гілліані         | 1933 - 1934 |
| Внутрішні справи                          | Кашила Буісса              | 1934 - 1938 |
| Міжнародні відносини                      | Хуан Карлос Бланко Асеведо | 1931 - 1933 |
| Міжнародні відносини                      | Альберто Мане              | 1933 - 1934 |
| Міжнародні відносини                      | Хуан Хосе де Артеага       | 1934 - 1935 |
| Міжнародні відносини                      | Хосе Еспальтер             | 1935 - 1938 |
| Казначейство                              | Едуардо Асеведо Альварес   | 1931 - 1933 |
| Казначейство                              | Педро Маніні Ріос          | 1933 - 1934 |
| Казначейство                              | Сезар Шарлоне              | 1934 - 1938 |
| Національна оборона                       | Альберто Мане              | 1931 - 1933 |
| Національна оборона                       | Домінго Мендівіл           | 1933        |
| Національна оборона                       | Хосе Марія Гомеза          | 1933        |
| Національна оборона                       | Андрес Пуйоль              | 1933 - 1934 |
| Національна оборона                       | Альфредо Бальдомір         | 1934 - 1936 |
| Національна оборона                       | Домінго Мендівіл           | 1936 - 1938 |
| Публічні заходи та соціальне забезпечення | Сантін Карлос Россі        | 1931 - 1933 |
| Публічні заходи та соціальне забезпечення | Андрес Пуйоль              | 1933        |
| Публічні заходи та соціальне забезпечення | Орасіо Абаді Сантос        | 1933 - 1934 |
| Публічні заходи та соціальне забезпечення | Хосе Отаменді              | 1934 - 1935 |
| Публічні заходи та соціальне забезпечення | Martín Recaredo Echegoyen  | 1935 - 1936 |
| Публічні заходи та соціальне забезпечення | Едуардо Віктор Хаедо       | 1936 - 1938 |
| Громадські роботи                         | Венансіо Бенавідес         | 1931 - 1932 |
| Громадські роботи                         | Федеріко Капурро           | 1932 - 1933 |
| Громадські роботи                         | Aniceto Patrón             | 1933 - 1936 |
| Громадські роботи                         | Martín Recaredo Echegoyen  | 1936 - 1938 |
| Промисловість і робота                    | Пабло Марія Мінеллі        | 1931 - 1933 |
| Промисловість і робота                    | Августо Сесар Бадо         | 1933 - 1935 |
| Промисловість і робота                    | Zoilo Saldias              | 1935 - 1938 |
| Охорона здоров'я                          | Едуардо Бланко Асеведо     | 1933 - 1936 |
| Охорона здоров'я                          | Хуан Сезар Мусіо Фурньє    | 1936 - 1938 |

| Попередник: Хуан Кампістегуї | Президент Уругваю 1931-1938 | Наступник: Альфредо Балдомір |

## Рекомендована бібліографія
- Alfonso Lessa. La primera orden: Gregorio Álvarez el militar y el dictador. DEBOLS!LLO,   Montevideo, Debate, 2009. ISBN 9789974683198. Архів оригіналу за 23 січня 2019.
- Rodolfo Porrini. Derechos humanos y dictadura terrista. Montevideo, Vintén Editor, 1994. ISBN 9789974570252. {{cite book}}: |access-date= вимагає |url= (довідка)
- Juan Antonio Pérez Sparano. Una historia secreta: ni blancos todos ni nacionalistas todos. Montevideo, La República, 2008, OCLC   302217238. Архів оригіналу за 23 січня 2019.